# César Bernardo Dutra
César Bernardo Dutra (Río de Janeiro, Brasil, 27 de enero de 1992), conocido solo como César, es un futbolista brasileño. Juega de portero en el Boavista F. C. de la Primeira Liga.

## Trayectoria

### Flamengo
César debutó por el Flamengo el 7 de diciembre de 2013 en el último encuentro de la Série A 2013 contra Cruzeiro en el Estadio Maracaná, el encuentro terminó 1-1. El 18 de mayo de 2018 renovó su contrato con el club hasta 2022.

#### Préstamo al Ponte Preta
En febrero de 2016 fue enviado a préstamo al Ponte Preta.

#### Préstamo al Ferroviária
El 29 de diciembre de 2016 César fue enviado a préstamo al Ferroviária para el Campeonato Paulista 2017.

## Selección nacional
César formó parte de la selección sub-20 de Brasil que ganó la Copa Mundial de Fútbol Sub-20 de 2011.

## Estadísticas
Actualizado al último partido disputado el 10 de enero de 2021.
| C. R. Flamengo · Brasil | 1.ª           | 2011          | 0  | 0 | 0  | 0 | 0 | 0 | ― | ― | 0  | 0 |
| C. R. Flamengo · Brasil | 1.ª           | 2012          | 0  | 0 | 0  | 0 | 0 | 0 | 0 | 0 | 0  | 0 |
| C. R. Flamengo · Brasil | 1.ª           | 2013          | 1  | 0 | 0  | 0 | 0 | 0 | ― | ― | 1  | 0 |
| C. R. Flamengo · Brasil | 1.ª           | 2014          | 1  | 0 | 0  | 0 | 0 | 0 | 0 | 0 | 1  | 0 |
| C. R. Flamengo · Brasil | 1.ª           | 2015          | 14 | 0 | 2  | 0 | 2 | 0 | ― | ― | 18 | 0 |
| A. A. Ponte Preta · Brasil | 1.ª           | 2016          | 0  | 0 | 0  | 0 | ― | ― | ― | ― | 0  | 0 |
| A. A. Ponte Preta · Brasil | Total club    | Total club    | 0  | 0 | 0  | 0 | 0 | 0 | 0 | 0 | 0  | 0 |
| Ferroviária · Brasil | Est.          | 2017          | ―  | ― | 0  | 0 | ― | ― | ― | ― | 0  | 0 |
| Ferroviária · Brasil | Total club    | Total club    | 0  | 0 | 0  | 0 | 0 | 0 | 0 | 0 | 0  | 0 |
| C. R. Flamengo · Brasil | 1.ª           | 2017          | 1  | 0 | 0  | 0 | 0 | 0 | 3 | 0 | 4  | 0 |
| C. R. Flamengo · Brasil | 1.ª           | 2018          | 14 | 0 | 4  | 0 | 0 | 0 | 0 | 0 | 18 | 0 |
| C. R. Flamengo · Brasil | 1.ª           | 2019          | 6  | 0 | 4  | 0 | 0 | 0 | 2 | 0 | 12 | 0 |
| C. R. Flamengo · Brasil | 1.ª           | 2020          | 5  | 0 | 3  | 0 | 0 | 0 | 3 | 0 | 11 | 0 |
| C. R. Flamengo · Brasil | 1.ª           | 2021          | 0  | 0 | 0  | 0 | 0 | 0 | 0 | 0 | 0  | 0 |
| C. R. Flamengo · Brasil | Total club    | Total club    | 42 | 0 | 13 | 0 | 2 | 0 | 8 | 0 | 65 | 0 |
| E. C. Bahia · Brasil | 2.ª           | 2022          | 0  | 0 | ―  | ― | 0 | 0 | ― | ― | 0  | 0 |
| E. C. Bahia · Brasil | Total club    | Total club    | 0  | 0 | 0  | 0 | 0 | 0 | 0 | 0 | 0  | 0 |
| Boavista F. C. Portugal | 1.ª           | 2022-23       | 0  | 0 | ―  | ― | 0 | 0 | ― | ― | 0  | 0 |
| Boavista F. C. Portugal | Total club    | Total club    | 0  | 0 | 0  | 0 | 0 | 0 | 0 | 0 | 0  | 0 |
| Total carrera | Total carrera | Total carrera | 42 | 0 | 13 | 0 | 2 | 0 | 8 | 0 | 65 | 0 |
| (1) Incluye datos del Campeonato Carioca. (2) Incluye datos de la Copa de Brasil. (3) Incluye datos de la Copa Sudamericana y la Copa Libertadores. |               |               |    |   |    |   |   |   |   |   |    |   |

## Palmarés

### Títulos estatales
| Título             | Club           | Estado         | Año  |
| ------------------ | -------------- | -------------- | ---- |
| Campeonato Carioca | C. R. Flamengo | Río de Janeiro | 2014 |
| Campeonato Carioca | C. R. Flamengo | Río de Janeiro | 2019 |
| Campeonato Carioca | C. R. Flamengo | Río de Janeiro | 2020 |

### Títulos nacionales
| Título                        | Club           | País   | Año  |
| ----------------------------- | -------------- | ------ | ---- |
| Copa de Brasil                | C. R. Flamengo | Brasil | 2013 |
| Campeonato Brasileiro Série A | C. R. Flamengo | Brasil | 2019 |
| Supercopa de Brasil           | C. R. Flamengo | Brasil | 2020 |

### Títulos internacionales
| Título                        | Club           | Sede            | Año  |
| ----------------------------- | -------------- | --------------- | ---- |
| Copa Mundial de Fútbol Sub-20 | Brasil sub-20  | Colombia        | 2011 |
| Copa Libertadores             | C. R. Flamengo | América del Sur | 2019 |
| Recopa Sudamericana           | C. R. Flamengo | América del Sur | 2020 |

(*) Incluyendo la selección